# John Oates
John William Oates, född 7 april 1948 i New York (uppvuxen i North Wales i Pennsylvania), är en amerikansk musiker, mest känd som den ena halvan av rock- och soulduon Hall & Oates, tillsammans med Daryl Hall. Han har främst varit aktiv inom rock-, R&B- och soulgenren, samt även agerat som gitarrist, sångare, låtskrivare och skivproducent.
John Oates har, trots sin huvudroll som gitarrist i duon Hall & Oates, agerat som låtskrivare på tio av dess största inspelade låtar, vilket inkluderar "Sara Smile" (en referens till kollegan Daryl Halls dåvarande flickvän Sara Allen), "She's Gone" och "Out of Touch", samt även "You Make My Dreams", "I Can't Go for That (No Can Do)", "Maneater" och "Adult Education". Han har därefter agerat som huvudsångare på flera andra av deras singlar på Hot 100-listan, såsom "How Does It Feel to Be Back", "You've Lost That Lovin' Feelin'" (en nyinspelning av The Righteous Brothers originallåt från 1965) och "Possession Obsession". År 1986 spelade han in låten "(She's the) Shape of Things to Come", som ett bidrag till filmen Härom natten. Han var dessutom låtskrivare och backupsångare på det australiska bandet Icehouses låt "Electric Blue", som blev en hit på Billboards topp 10-lista.
År 2004 blev John Oates invald i Songwriters Hall of Fame, för att sedan tio år senare bli invald i Rock and Roll Hall of Fame, som en del av duon Hall & Oates. Han har dessutom skrivit en samling av memoarer, Change of Seasons, som publicerades någon gång under år 2017.

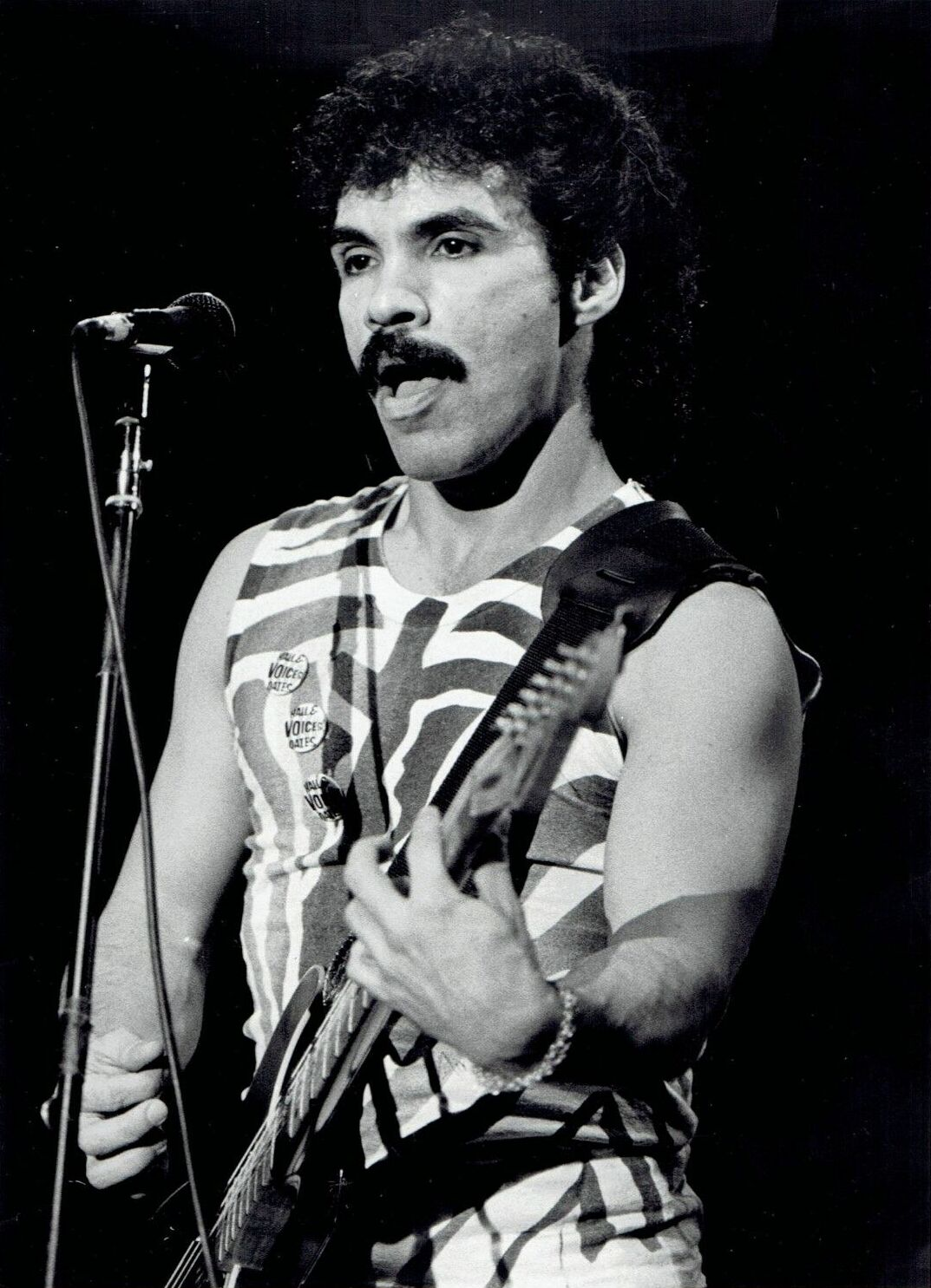
John Oates under ett uppträdande i Tampa i Florida, den 7 mars 1982.

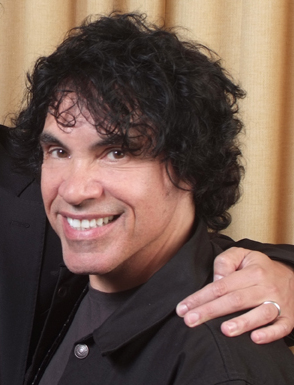
John Oates, den 10 juni 2009.